# Cryptops neocaledonicus
Cryptops neocaledonicus är en mångfotingart som beskrevs av Ribaut 1923. Cryptops neocaledonicus ingår i släktet Cryptops och familjen Cryptopidae.
Artens utbredningsområde är:
- Guadeloupe.
- Nya Kaledonien.

## Underarter
Arten delas in i följande underarter:
- C. n. neocaledonicus
- C. n. muchmorei